# 1990年ポーランド大統領選挙
1990年ポーランド大統領選挙（1990ねんポーランドだいとうりょうせんきょ、ポーランド語: Wybory prezydenckie w Polsce w 1990 roku）は、1990年11月25日および12月9日にポーランドで行われた大統領の選挙である。

## 概要
1990年9月に改正されたポーランド共和国憲法に基づいて行われた選挙である。初の直接自由選挙による大統領選挙で6名の候補者が立候補した。当初、ポーランド民主化運動を推進した独立自主管理労働組合「連帯」（以下「連帯」）の委員長であるレフ・ヴァウェンサと、1989年6月に首相に就任したタデウシュ・マゾヴィエツキによる争いが予想されたが、選挙直前に立候補したカナダ在住の実業家であるスタニスワフ・ティミンスキがマゾヴィエツキを抑えて二位になる予想外の結果となった。そのため、ヴァウェンサとティミンスキによる決選投票が行われ、ヴァウェンサ候補がティミンスキを大差で抑えて当選を果たした。

## 選挙日程及び制度など
大統領の選出方法については1990年に発行されたポーランド共和国大統領選挙法（Dziennik Ustaw z.1990r, Nr. 67, poz.398）に基づいたものである。

### 選挙日程
- 10月25日：立候補者登録締切
- 11月23日：選挙運動期間終了
- 11月25日：第1回投票
- 12月9日：第2回投票
- 12月22日：大統領宣誓式

### 選挙制度など
- 有権者

選挙権：18歳以上のポーランド市民
被選挙権：35歳以上のポーランド市民。なお立候補に際しては有権者10万人以上の推薦署名を集める必要あり。
- 選挙方式：2回投票制。第1回投票において過半数の得票を得た候補がいない場合、上位2名による決選投票を実施し最多得票を得た候補が当選する。

中東欧・旧ソ連諸国の選挙データ　（ポーランド）大統領選挙-2011年1月18日閲覧

## 候補者
立候補にするために必要な有権者10万人以上の推薦署名を集めて正式に候補者登録されたのは以下の6名である。
| 候補者名                | 候補者名                         | 所属                                           | 備考                 |
| ポーランド語            | 読み                             | 所属                                           | 備考                 |
| ----------------------- | -------------------------------- | ---------------------------------------------- | -------------------- |
| Tadeusz Mazowiecki      | タデウシュ・マゾヴィエツキ       | 無所属                                         | ポーランド共和国首相 |
| Lech Wałęsa             | レフ・ヴァウェンサ               | NSZZ"Solidarność" 独立自主管理労働組合「連帯」 | 「連帯」委員長       |
| Roman Bartoszcze        | ロマン・バルトシチェ             | PSL ポーランド農民党                           |                      |
| Włodzimiesz Cimoszewicz | ヴウォジミエシュ・チモシェヴィチ | SdRP ポーランド共和国社会民主党                |                      |
| Leszek Robert Moczulski | レシェク・モチュルスキ           | KPN 独立ポーランド同盟                         |                      |
| Stanisław Tymiński      | スタニスワフ・ティミンスキ       | 無所属                                         | カナダ在住実業家     |

出典：『ポスト社会主義国　選挙・政党ハンドブックⅠ』24頁、ポーランド研究センター編『ポーランド月報』1991年1／2月号2～3頁。

## 選挙結果

### 候補別得票結果
| 第1回投票結果 第2回投票結果                           |                                |                    |            |           |            |           |
| 候補者                                                | 候補者                         | 所属政党           | 第1回投票  | 第1回投票 | 第2回投票  | 第2回投票 |
| 候補者                                                | 候補者                         | 所属政党           | 得票数     | 得票率    | 得票数     | 得票率    |
|                                                       | レフ・ヴァウェンサ             | 連帯市民委員会     | 6,569,889  | 39.96%    | 10,622,696 | 74.25%    |
|                                                       | スタニスワフ・ティミンスキ     | 無所属             | 3,797,605  | 23.10%    | 3,683,098  | 25.75%    |
|                                                       | タデウシュ・マゾヴィエツキ     | 連帯市民委員会     | 2,973,264  | 18.08%    |            |           |
|                                                       | ヴオジミエシュ・チモシェヴィチ | 社会民主党         | 1,514,025  | 9.21%     |            |           |
|                                                       | ロマン・バルトシチェ           | ポーランド農民党   | 1,176,175  | 7.15%     |            |           |
|                                                       | レシェク・モチュルスキ         | 独立ポーランド同盟 | 411,516    | 2.50%     |            |           |
| 総計                                                  | 総計                           | 総計               | 16,442,474 | 100.0%    | 14,305,794 | 100.0%    |
| 有効票数（有効率）                                    | 有効票数（有効率）             | 有効票数（有効率） | 16,442,474 | 98.45%    | 14,305,794 | 97.65%    |
| 無効票数（無効率）                                    | 無効票数（無効率）             | 無効票数（無効率） | 259,526    | 1.55%     | 344,243    | 2.35%     |
| 投票者数（投票率）                                    | 投票者数（投票率）             | 投票者数（投票率） | 16,702,000 | 60.63%    | 14,650,037 | 53.40%    |
| 棄権者数（棄権率）                                    | 棄権者数（棄権率）             | 棄権者数（棄権率） | 10,843,625 | 39.37%    | 12,786,041 | 46.60%    |
| 有権者数                                              | 有権者数                       | 有権者数           | 27,545,625 | 100.0%    | 27,436,078 | 100.0%    |
| 出典：『ポスト社会主義国 選挙・政党ハンドブックⅠ』24p |                                |                    |            |           |            |           |

### サイト
- 中東欧・旧ソ連諸国の選挙データ